# Serie Mundial de 2010
La Serie Mundial de 2010 fue disputada entre San Francisco Giants y Texas Rangers, equipos que se enfrentaron por primera vez en un Clásico de Otoño. Los Gigantes se alzaron con el título de las Grandes Ligas en cinco juegos, el primero desde que están radicados en la ciudad de San Francisco, a pesar de asistir por cuarta ocasión a una Serie Mundial, siendo la última en 2002. Por su parte, para los Rangers era la primera ocasión en jugar una Serie Mundial en la historia de la franquicia. Presenciando el partido en primera fila estuvo el 43avo presidente de los Estados Unidos, George W. Bush, quien estuvo acompañado de su esposa, la ex primera dama, Laura Bush.
Para alcanzar avanzar a la Serie Mundial por primera vez en 9 temporadas, San Francisco había eliminado en cuatro juegos a Atlanta Braves (3-1) por la Serie Divisional, y posteriormente ganó el banderín de la Liga Nacional a Philadelphia Phillies, que buscaban su tercera Serie Mundial consecutiva, en seis encuentros. Los Rangers de Texas, por su parte, en la Serie Divisional de la Liga Americana habían eliminado a los Tampa Bay Rays en cinco encuentros (3-2), y después obtuvieron el campeonato de la Liga Americana venciendo a los vigentes  campeones de Grandes Ligas, los New York Yankees (4-2). Sus jugadores más valiosos en las Series de Campeonato fueron Cody Ross y Josh Hamilton respectivamente.

## Desempeño en postemporada

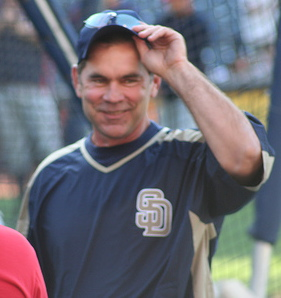
Bruce Bochy, mánager de San Francisco Giants.

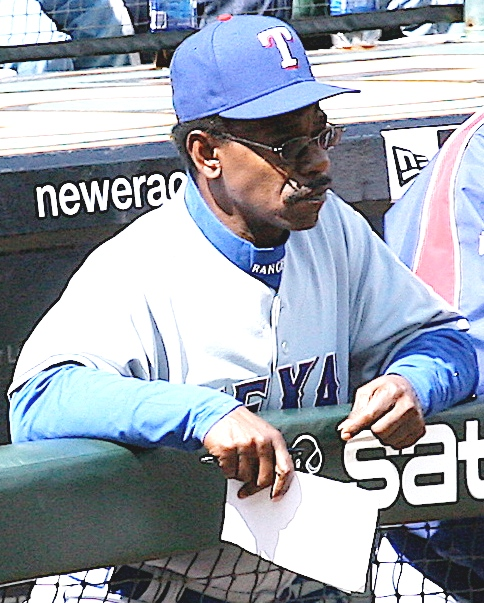
Ron Washington, mánager de Texas Rangers.

|  | Serie Divisional | Serie Divisional      | Serie Divisional |   |                 | Campeonato de la Liga | Campeonato de la Liga | Campeonato de la Liga |  |  | Serie Mundial | Serie Mundial | Serie Mundial |
|  |                  |                       |                  |   |                 |                       |                       |                       |  |  |               |               |               |
|  | 1                | Tampa Bay Rays        | 2                |   |                 |                       |                       |                       |  |  |               |               |               |
|  | 3                | Texas Rangers         | 3                |   |                 |                       |                       |                       |  |  |               |               |               |
|  | 3                | Texas Rangers         | 3                |   | 3               | Texas Rangers         | 4                     |                       |  |  |               |               |               |
|  | Liga Americana   |                       |                  |   | 3               | Texas Rangers         | 4                     |                       |  |  |               |               |               |
|  |                  | 4                     | New York Yankees | 2 |                 |                       |                       |                       |  |  |               |               |               |
|  | 2                | 4                     | New York Yankees | 2 | Minnesota Twins | 0                     |                       |                       |  |  |               |               |               |
|  | 2                |                       |                  |   | Minnesota Twins | 0                     |                       |                       |  |  |               |               |               |
|  | 4                | New York Yankees      | 3                |   |                 |                       |                       |                       |  |  |               |               |               |
|  |                  |                       |                  |   |                 |                       |                       |                       |  |  | AL1           | Texas Rangers | 1             |
|  |                  | NL1                   | S.F. Giants      | 4 |                 |                       |                       |                       |  |  |               |               |               |
|  | 1                | Philadelphia Phillies | 3                |   |                 |                       |                       |                       |  |  |               |               |               |
|  | 2                | Cincinnati Reds       | 0                |   |                 |                       |                       |                       |  |  |               |               |               |
|  | 2                | Cincinnati Reds       | 0                |   | 1               | Philadelphia Phillies | 2                     |                       |  |  |               |               |               |
|  | Liga Nacional    |                       |                  |   | 1               | Philadelphia Phillies | 2                     |                       |  |  |               |               |               |
|  |                  | 3                     | S.F. Giants      | 4 |                 |                       |                       |                       |  |  |               |               |               |
|  | 3                | 3                     | S.F. Giants      | 4 | S.F. Giants     | 3                     |                       |                       |  |  |               |               |               |
|  | 3                |                       |                  |   | S.F. Giants     | 3                     |                       |                       |  |  |               |               |               |
|  | 4                | Atlanta Braves        | 1                |   |                 |                       |                       |                       |  |  |               |               |               |

1: Campeón División Este, 2: Campeón División Central, 3: Campeón División Oeste, 4: Comodín

|                                                              |
| Campeón de las Grandes Ligas San Francisco Giants 6.º título |

## Desarrollo
Nota: Entre paréntesis se indica la jugada que llevó al pelotero a tomar una de las bases.

### Juego 1
- Día: 27 de octubre
- Estadio: AT&T Park
- Lugar: San Francisco, California
- Asistencia: 43.601

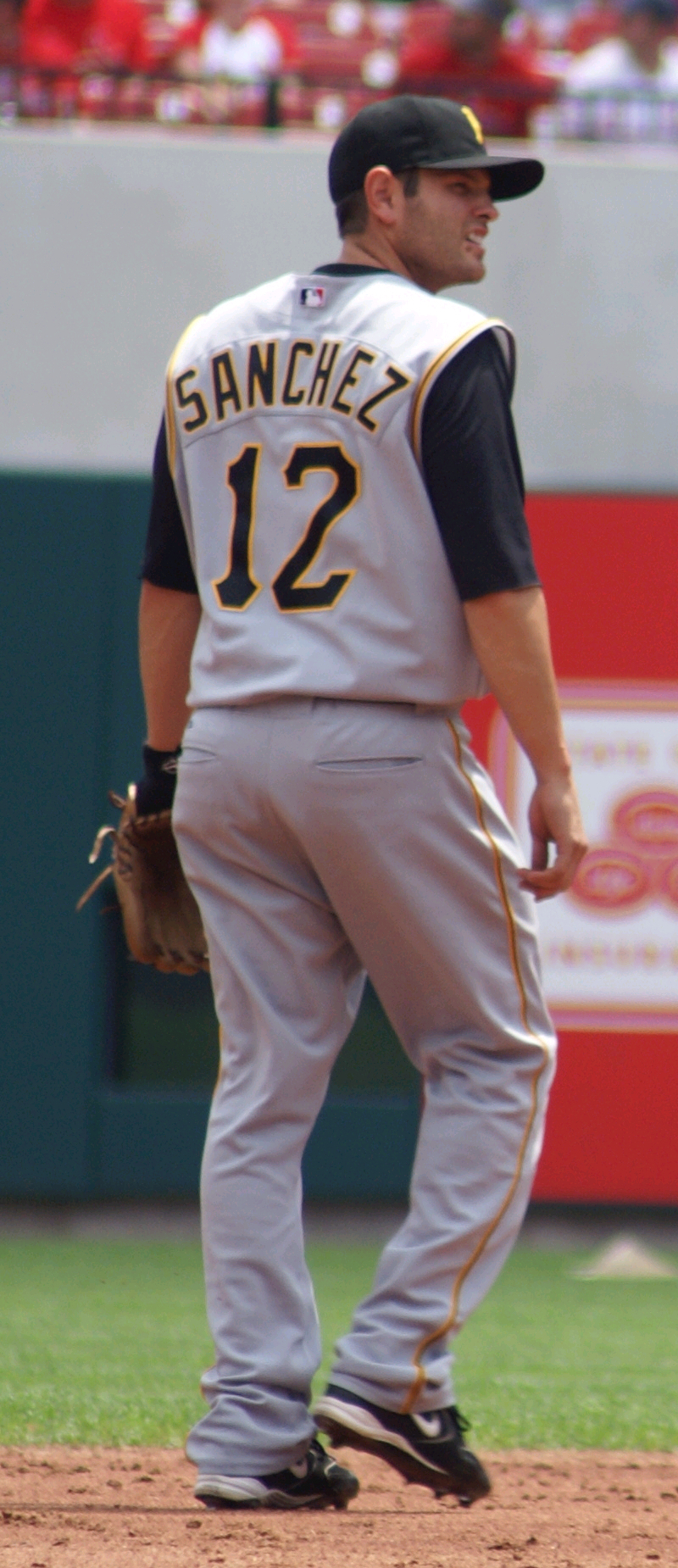
Freddy Sánchez.

- Umpires:  HP: John Hirschbeck. 1B: Sam Holbrook. 2B: Bill Miller. 3B: Mike Winters. LF: Jeff Kellogg. RF: Gary Darling.

| Equipo                                                     | 1 | 2 | 3 | 4 | 5 | 6 | 7 | 8 | 9 | C  | H  | E |
| ---------------------------------------------------------- | - | - | - | - | - | - | - | - | - | -- | -- | - |
| Texas                                                      | 1 | 1 | 0 | 0 | 0 | 2 | 0 | 0 | 3 | 7  | 11 | 4 |
| San Francisco                                              | 0 | 0 | 2 | 0 | 6 | 0 | 0 | 3 | - | 11 | 14 | 2 |
| G: Tim Lincecum (1-0) P: Cliff Lee (0-1) HR: Juan Uribe: 1 |   |   |   |   |   |   |   |   |   |    |    |   |

| Inning | Anotaciones |
| ------ | --- |
| 1      | Turno de Texas: Vladimir Guerrero batea un infield hit, llevando a Elvis Andrus (en base por sencillo) al home. |
| 2      | Turno de Texas: Elvis Andrus batea un fly de sacrificio al jardín central, Bengie Molina (sencillo) anota (0-2). |
| 3      | Turno de San Francisco: Freddy Sánchez con un doble empuja a Édgar Rentería (error) al home (1-2). Buster Posey con sencillo impulsa a Andrés Torres (base por golpe) para empatar el marcador. |
| 5      | Turno de San Francisco: Freddy Sánchez batea un doble, Andrés Torres (doble) anota (3-2); Cody Ross batea sencillo, Sánchez anota (4-2); Aubrey Huff con sencillo al jardín central impulsa a Pat Burrell (base por bolas) para la quinta carrera; el abridor de Texas, Cliff Lee (4.2 EL, 8 H, 6 CL, 1 BB, 7 P, 0 HR), es relevado por Darren O'Day; Juan Uribe batea cuadrangular con Ross y Huff en base, marcador 8-2. |
| 6      | Turno de Texas: Bengie Molina con un doble impulsa a Ian Kinsler (base por golpe), marcador 8-3; David Murphy batea sencillo, Molina anota (8-4); el abridor de San Francisco, Tim Lincecum (5.2 EL, 8 H, 4 CL, 2 BB, 3 P, 0 HR), es relevado por Santiago Casilla. |
| 8      | Turno de San Francisco: Travis Ishikawa batea un doble, Rentería (sencillo) anota (9-4); Freddy Sánchez con otro doble impulsa a Ishikawa (10-4); Nate Schierholtz con sencillo lleva a Sánchez al home (11-4). |
| 9      | Turno de Texas: Vladimir Guerrero batea elevado de sacrificio, Julio Borbón (infield hit) anota (11-5); Nelson Cruz con un doble lleva a Elvis Andrus (base por bolas) y Josh Hamilton (base por bolas) al home (11-7). Ian Kinsler provoca el último out con elevado al jardín derecho. |

Comentarios
En el primer partido de Serie Mundial en el Estado de California en 8 años,los Gigantes de San Francisco salieron airosos 11-7 para tomar comando de la Serie 1-0. Los dos lanzadores estelares de ambos equipos, Cliff Lee y Tim Lincecum, no tuvieron un primer partido fácil. Principalmente Lee, quien se mantenía invicto en postemporada, sucumbió ante San Francisco al aceptar siete carreras, seis de ellas limpias. Asimismo, Vladimir Guerrero cometió dos errores en la octava entrada al estar ubicado en el jardín derecho, cuando su desempeño habitual es como bateador designado. De hecho, hubo un total de seis errores en el encuentro, el mayor número en un partido de Serie Mundial desde el juego tres del clásico de otoño de 1997.

### Juego 2
- Día: 28 de octubre
- Estadio: AT&T Park
- Lugar: San Francisco, California
- Asistencia: 43.622

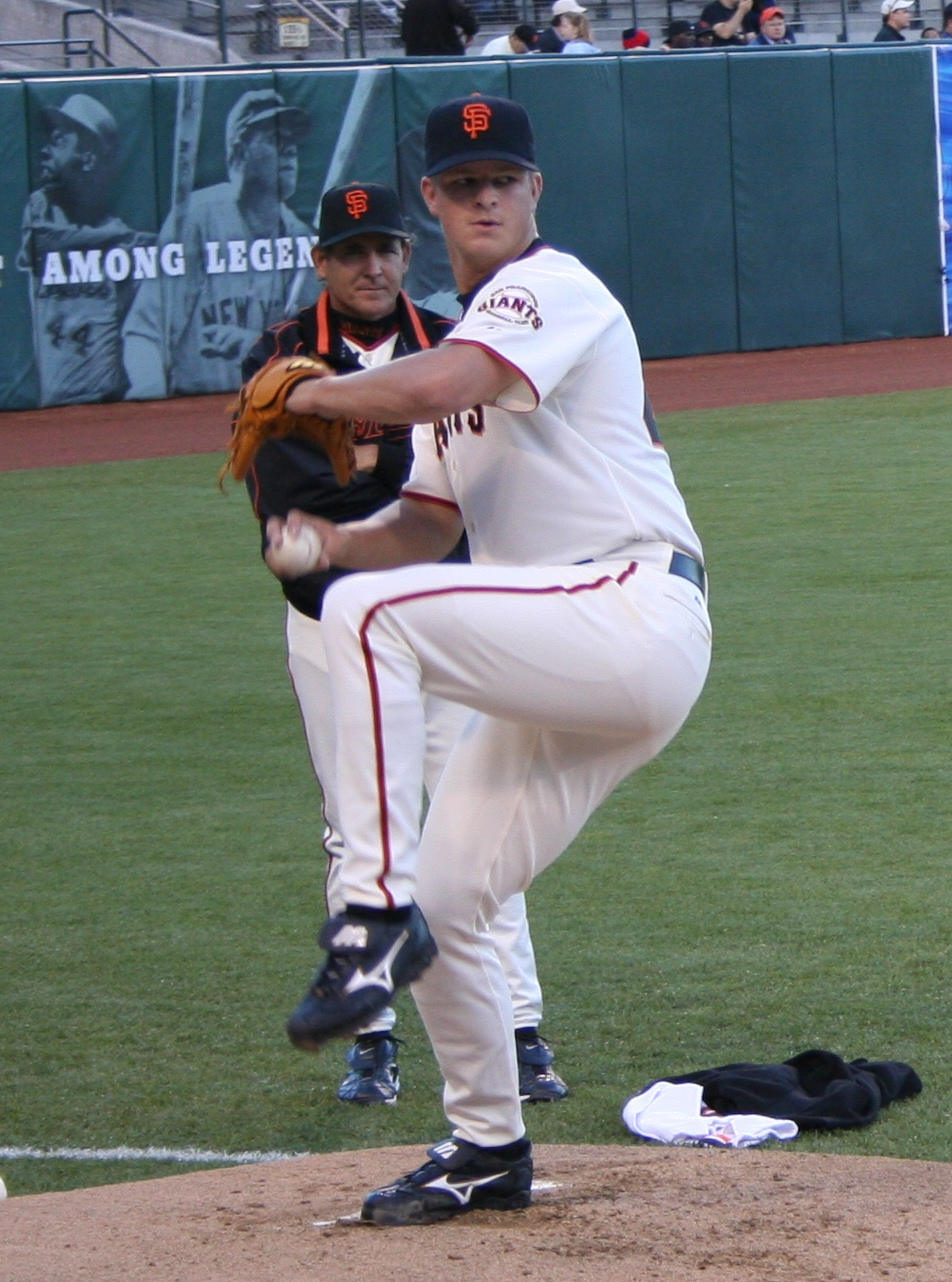
Matt Cain.

- Umpires:  HP: Sam Holbrook. 1B: Bill Miller. 2B: Mike Winters. 3B: Jeff Kellogg. LF: Gary Darling. RF: John Hirschbeck.

| Equipo                                                         | 1 | 2 | 3 | 4 | 5 | 6 | 7 | 8 | 9 | C | H | E |
| -------------------------------------------------------------- | - | - | - | - | - | - | - | - | - | - | - | - |
| Texas                                                          | 0 | 0 | 0 | 0 | 0 | 0 | 0 | 0 | 0 | 0 | 4 | 0 |
| San Francisco                                                  | 0 | 0 | 0 | 0 | 1 | 0 | 1 | 7 | - | 9 | 8 | 0 |
| G: Matt Cain (1-0) P: C. J. Wilson (0-1) HR: Édgar Rentería: 1 |   |   |   |   |   |   |   |   |   |   |   |   |

| Inning | Anotaciones |
| ------ | --- |
| 5      | Turno de San Francisco: Édgar Rentería batea home run solitario (1-0). |
| 7      | Turno de San Francisco: El abridor de Texas, C. J. Wilson (6 EL, 3 H, 2 CL, 2 BB, 4 P, 1 HR), es relevado por Darren Oliver; Juan Uribe batea sencillo, Cody Ross (base por bola) anota (2-0). |
| 8      | Turno de Texas: El abridor de San Francisco, Matt Cain (7.2 EL, 4 H, 0 CL, 2 BB, 2 P, 0 HR), es relevado por Javier López. Turno de San Francisco: Aubrey Huff obtiene base por bolas con las bases llenas, Buster Posey (sencillo) anota (3-0); Juan Uribe obtiene base por bolas con las bases llenas, Nate Schierholtz (base por bolas) anota (4-0); Édgar Rentería batea sencillo, Ross y Huff anotan (6-0); Aaron Rowand batea un triple, Uribe y Rentería al home (8-0); Andrés Torres batea un doble, Rowan llega al home (9-0). |
| 9      | Turno de Texas: Jeff Francoeur batea elevado de foul y provoca el último out. |

Comentarios
El jonrón de Rentería abrió el marcador después de cinco entradas dominadas por los lanzadores abridores C.J. Wilson por Texas, y Matt Cain por San Francisco. Texas pudo anotar la primera carrera en el quinto episodio cuando el batazo de Ian Kinsler casi rebasa la valla del campo de juego, pero la bola rebotó justo en el borde para retornar al terreno. Para el séptimo inning Wilson debió salir del terreno debido a una ampolla en uno de sus dedos. En el octavo, a pesar de haber conseguido dos outs, los relevistas de Texas fallaron al otorgar Derek Holland tres bases por bolas consecutivas, mientras que Mark Lowe concedió otra, forzando entre ambos dos carreras.

### Juego 3
- Día: 30 de octubre

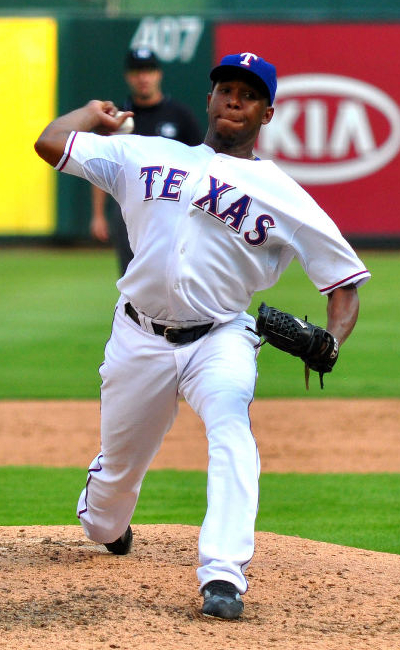
Neftalí Feliz.

- Estadio: Rangers Ballpark in Arlington
- Lugar: Arlington, Texas
- Asistencia: 52.419
- Umpires:  HP: Bill Miller. 1B: Mike Winters. 2B: Jeff Kellogg. 3B: Gary Darling. LF: John Hirschbeck. RF: Sam Holbrook.

| Equipo | 1 | 2 | 3 | 4 | 5 | 6 | 7 | 8 | 9 | C | H | E |
| --- | - | - | - | - | - | - | - | - | - | - | - | - |
| San Francisco | 0 | 0 | 0 | 0 | 0 | 0 | 1 | 1 | 0 | 2 | 5 | 1 |
| Texas | 0 | 3 | 0 | 0 | 1 | 0 | 0 | 0 | - | 4 | 8 | 0 |
| G: Colby Lewis (1-0) P: Jonathan Sánchez (0-1) S: Neftalí Feliz: 1 HR: SFG – Cody Ross: 1, Andrés Torres: 1 TEX – Mitch Moreland: 1, Josh Hamilton: 1 |   |   |   |   |   |   |   |   |   |   |   |   |

| Inning | Anotaciones |
| ------ | --- |
| 2      | Turno de Texas: Mitch Moreland batea un home run impulsando a Nelson Cruz (doble) y Bengie Molina (base por bolas), marcador 3-0.                                                  |
| 5      | Turno de Texas: Josh Hamilton batea un home run, marcador 4-0; el abridor de San Francisco, Jonathan Sánchez (4.2 EL, 6 H, 4 CL, 3 BB, 3 P, 2 HR), es relevado por Guillermo Mota. |
| 7      | Turno de San Francisco: Cody Ross batea un home run, marcador 4-1. |
| 8      | Turno de San Francisco: Andrés Torres batea un home run, marcador 4-2; el abridor de Texas, Colby Lewis (7.2 EL, 5 H, 2 CL, 2 BB, 6 P, 2 HR), es relevado por Darren O'Day.        |
| 9      | Turno de San Francisco: Juan Uribe ponchado, juego salvado para Nefatlí Feliz. |

Comentarios
La ofensiva de Texas reaccionó en este juego. Por ejemplo, Michael Young y  Nelson Cruz, de 25-3 en los dos primeros encuentros, batearon tres hits entre ambos; mientras Josh Hamilton bateó un cuadrangular, cuando en las dos partidas anteriores bateó de 8-1. Por otro lado, en este juego se registró la máxima asistencia en la historia del estadio Rangers Ballpark in Arlington y fue el primero de una Serie Mundial en la zona Dallas/Fort Worth Metroplex.

### Juego 4
- Día: 31 de octubre

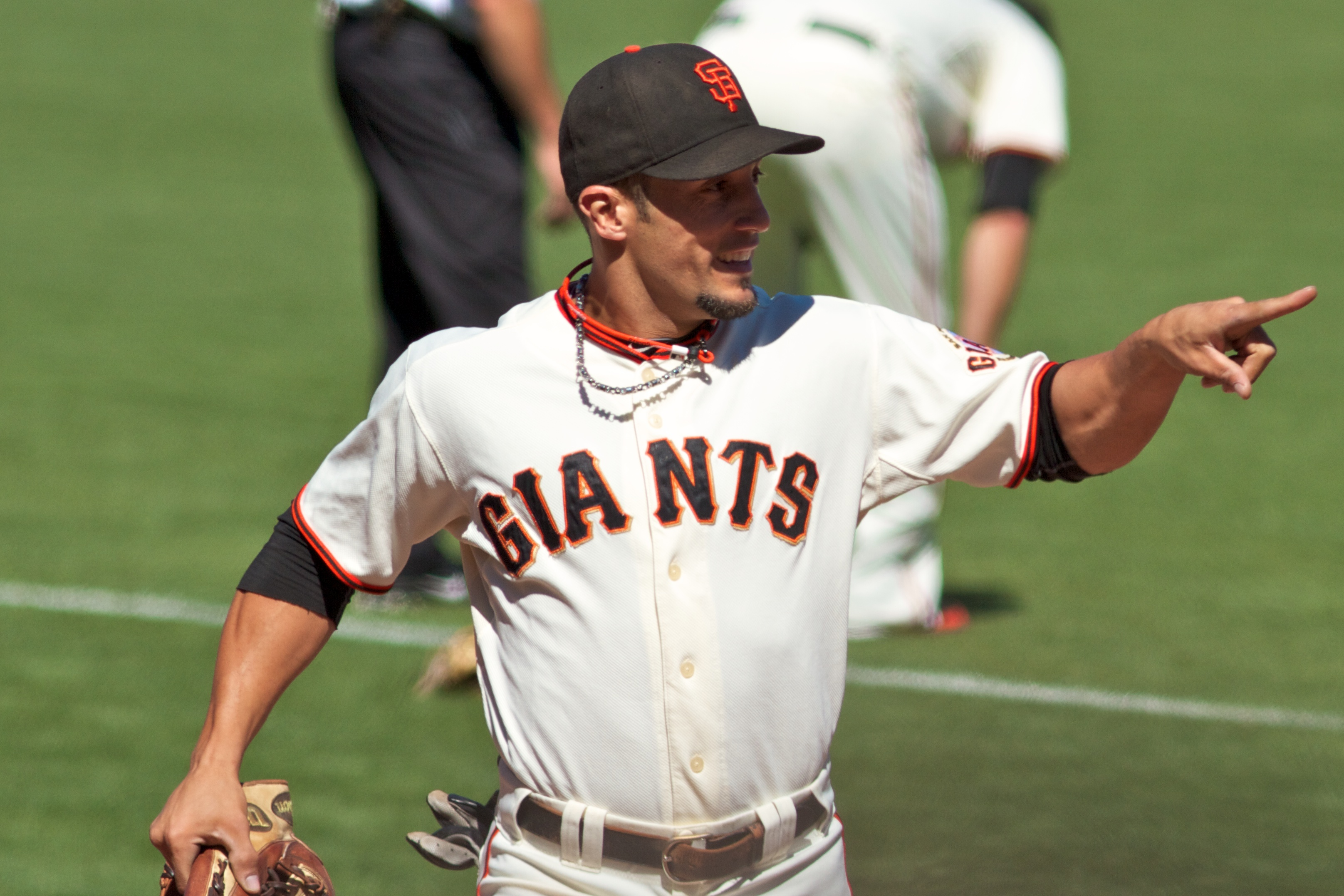
Andrés Torres.

- Estadio: Rangers Ballpark in Arlington
- Lugar: Arlington, Texas
- Asistencia: 51.920
- Umpires:  HP: Mike Winters. 1B: Jeff Kellogg. 2B: Gary Darling. 3B: John Hirschbeck. LF: Sam Holbrook. RF: Bill Miller.

| Equipo                                                                                     | 1 | 2 | 3 | 4 | 5 | 6 | 7 | 8 | 9 | C | H | E |
| ------------------------------------------------------------------------------------------ | - | - | - | - | - | - | - | - | - | - | - | - |
| San Francisco                                                                              | 0 | 0 | 2 | 0 | 0 | 0 | 1 | 1 | 0 | 4 | 8 | 1 |
| Texas                                                                                      | 0 | 0 | 0 | 0 | 0 | 0 | 0 | 0 | 0 | 0 | 3 | 0 |
| G: Madison Bumgarner (1-0) P: Tommy Hunter (0-1) HR: SFG - Aubrey Huff: 1, Buster Posey: 1 |   |   |   |   |   |   |   |   |   |   |   |   |

| Inning | Anotaciones |
| ------ | --- |
| 3      | Turno de San Francisco: Aubrey Huff batea un cuadrangular con Adrián Torres en base (doble), marcador 0-1.                                                        |
| 5      | Turno de San Francisco: El abridor de Texas, Tommy Hunter (4.0 EL, 5 H, 2CL, 1 BB, 1 P, 1 HR), es relevado por Alexi Ogando.                                      |
| 7      | Turno de San Francisco: Adrián Torres batea un doble, Édgar Rentería (sencillo) anota, marcador 0-3.                                                              |
| 8      | Turno de San Francisco: Buster Posey batea un cuadrangular, marcador 0-4.                                                                                         |
| 9      | Turno de Texas: El abridor de San Francisco, Madison Bumgarner (8 EL, 3 H, 2 BB, 6 P) es relevado por Brian Wilson; Josh Hamilton es ponchado para el último out. |

Comentarios
El lanzador novato por San Francisco, Madison Bumgarner (21), el quinto  más joven en iniciar un juego de Serie Mundial, tuvo un juego notable en el que silenció a la ofensiva de Texas por ocho episodios. Además, fue ayudado por sendas jugadas a la defensiva del segunda base Freddy Sánchez y el receptor Buster Posey.

### Juego 5
- Día: 1 de noviembre

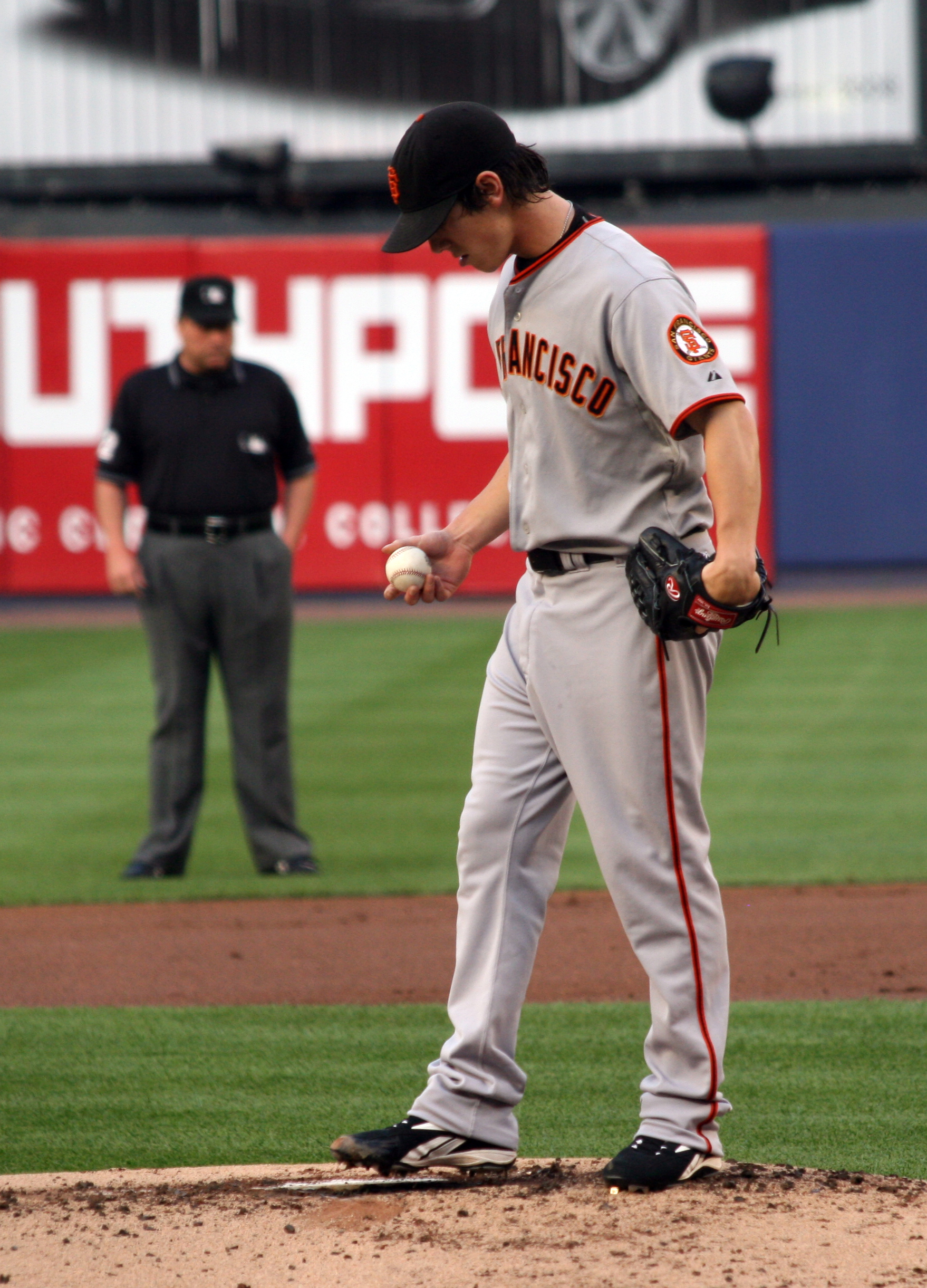
Tim Lincecum.

- Estadio: Rangers Ballpark in Arlington
- Lugar: Arlington, Texas
- Asistencia: 52,045
- Umpires: HP: Jeff Kellogg. 1B: Gary Darling. 2B: John Hirschbeck. 3B: Sam Holbrook. LF: Bill Miller. RF: Mike Winters.

| Equipo | 1 | 2 | 3 | 4 | 5 | 6 | 7 | 8 | 9 | C | H | E |
| --- | - | - | - | - | - | - | - | - | - | - | - | - |
| San Francisco | 0 | 0 | 0 | 0 | 0 | 0 | 3 | 0 | 0 | 3 | 7 | 0 |
| Texas | 0 | 0 | 0 | 0 | 0 | 0 | 1 | 0 | 0 | 1 | 3 | 1 |
| G: Tim Lincecum (2-0) P: Cliff Lee (0-2) S: Brian Wilson (1) HR: SFG - Édgar Rentería: 1 (2), TEX - Nelson Cruz: 1 |   |   |   |   |   |   |   |   |   |   |   |   |

| Inning | Anotaciones |
| ------ | --- |
| 3      | Turno de San Francisco: Édgar Rentería batea cuadrangular con Cody Ross (sencillo) y Juan Uribe (sencillo) en base, marcador 0-3. Turno de Texas: Nelson Cruz batea cuadrangular, marcador 1-3.           |
| 8      | Turno de San Francisco: El abridor de Texas, Cliff Lee (7.0 EL, 6 H, 3 CL, 0 BB, 6 P, 1 HR), es relevado por Neftalí Feliz.                                                                               |
| 9      | Turno de Texas: El abridor de San Francisco, Tim Lincecum (8 EL, 3 H, 1 CL, 2 BB, 10 P, 1 HR), es relevado por Brian Wilson; Nelson Cruz es ponchado para el último out, juego salvado para Brian Wilson. |

Comentarios
Los abridores de ambos equipos, los mismos del primer partido de la Serie, Tim Lincecum y Cliff Lee, ofrecieron un recital de pitcheo hasta el sexto capítulo, pues hasta ese momento ningún corredor había logrado llegar hasta la segunda base. Lincecum apenas permitiría 1 hit de Michael Young en las primeras seis entradas,durante las cuales el juego se mantuvo 0-0. Era la primera vez desde el 4.º juego de la Serie Mundial de 2005 (White Sox vs Astros) en que un partido llegaba a la mitad (5.º inning) sin anotaciones.
Fue el colombiano Rentería quien abrió el marcador con un cuadrangular en el 7.º episodio, siendo decisivo en la serie, tal como lo hizo en 1997. Nuevamente la ofensiva de Texas estuvo apagada en un partido de la Serie. Brian Wilson salvó el juego, relevando a Lincecum que recetó diez ponches, y los Giants conquistaron su sexto título como franquicia y el primero desde que se movieron a la bahía de San Francisco en 1954.
Los Gigantes desvanecieron las esperanzas de los Rangers de ser el primer equipo de la Liga Americana desde los Detroit Tigers de 1968 que retornaban de un déficit 3-1 y ganaban los dos partidos finales en la ruta.

## Jugador más valioso

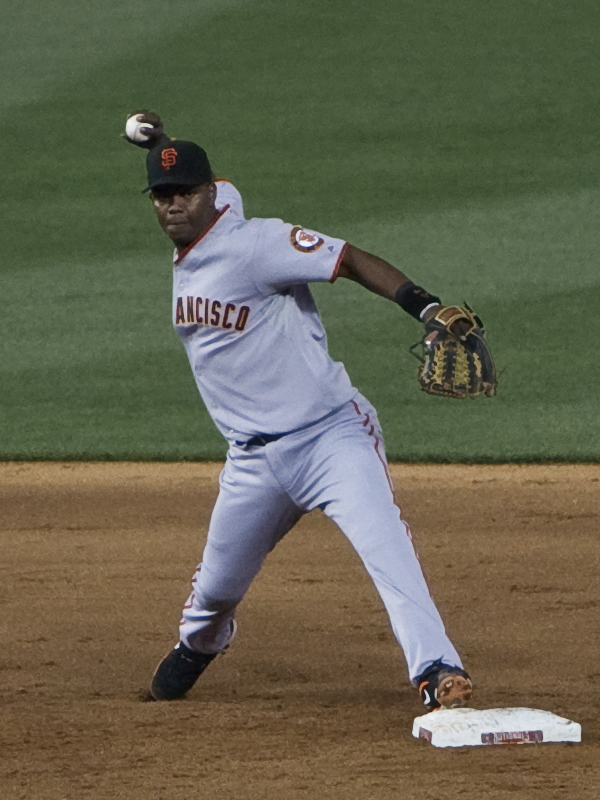
Édgar Rentería.

El colombiano Édgar Rentería fue elegido como el Jugador Más Valioso de la Serie Mundial. Terminó con un promedio a la ofensiva de.412, dos cuadrangulares y seis carreras impulsadas. Es parte de los peloteros que ha conectado un hit decisivo en dos clásicos de otoño, junto a  Lou Gehrig, Joe DiMaggio y Yogi Berra.
| Jugador        | Equipo | JJ | VB | CA | H | 2B | 3B | HR | CE | BB | K | BR | OR | AVE  |
| Édgar Rentería | SFG    | 5  | 17 | 6  | 7 | 0  | 0  | 2  | 6  | 0  | 3 | 0  | 0  | .412 |

JJ: Juegos jugados, VB: Veces al bate, CA: Carreras anotadas, H: Hits, 2B: Dobles, 3B: Triples, HR: Home runs, CE: Carreras empujadas, BB: Bases por bolas, K: Ponches, BR: Bases robadas, OR: Outs robando, AVE: Porcentaje de bateo